# سرود ملی امارات متحده عربی
سرود ملی امارات متحده عربی (به عربی: النشيد الوطني الإماراتي)، که «زنده باد کشور من» (به عربی: عيشي بلادي) نام دارد، رسماً از سال تأسیس این کشور یعنی سال ۱۹۷۱ رسمیت یافت.

## متن سرود
| متن عربی                           | تلفظ                                        | برگردان فارسی                                  |
| عیشی بلادی عاش اتحاد إماراتنا      | ‘īšiy bilādī,‘aiš itaḥidu imārātinā         | زنده باد کشور من، یک‌پارچگی امارات ما زنده باد. |
| عشت لشعب                           | ‘išit liš`abin                              | برای مردمی زیسته‌ای                             |
| دینه الإسلام هدیه القرآن           | dīnuhul islāmu haḏihul qurʾānu              | که دینشان اسلام و راهنمایشان قرآن است          |
| حصنتک باسم الله یا وطن             | ḥaṣnatuki bismillah yā waṭan                | تو را به نام خدا استوار ساختم ای میهن          |
| بلادی بلادی بلادی بلادی            | bilādīy, bilādīy, bilādīy, bilādīy,         | ای سرزمین من، سرزمین من، سرزمین من، سرزمین من  |
| حماک الإله شرور الزمان             | ḥamāki illāhu šurūr a'zamāni                | تو را خدا از پلیدی‌های زمان نگاهبانی کرده است   |
| أقسمنا أن نبنی نعمل                | aqsamnā an nabnī n‘amalu                    | سوگند خورده‌ایم که بسازیم و کار کنیم            |
| نعمل نخلص نعمل نخلص                | n‘amalu nuḫliṣ n‘amal nuḫliṣ                | خالصانه کار می‌کنیم، خالصانه کار می‌کنیم         |
| مهما عشنا نخلص نخلص                | mahmā ‘ašna nuḫliṣ nuḫliṣ                   | تا زنده‌ایم باصداقتیم، باصداقت                  |
| دام الأمان و عاش العلم یا إماراتنا | dām alamān wa ‘āš al-‘ālamu yā al-imārātinā | آسایش، پاینده و پرچم زنده‌مانْد، ای امارات ما    |
| رمز العروبة                        | ramzul ‘arūbati                             | نماد عربی‌گری                                   |
| کلنا نفدیک بالدما نرویک            | kullunā nafdīki bidimā nurwīki              | همه‌مان فدای تو، خونمان به پای تو               |
| نفدیک بالأرواح یا وطن              | nafdīki bil-arwāḥi yā waṭan                 | جانمان فدای تو ای میهن                         |